# Norge i olympiska vinterspelen 1968
Norge deltog i olympiska vinterspelen 1968. Norges trupp bestod av 65 idrottare, 54 män och 11 kvinnor.

## Medaljer

### Guld
- Hastighetsåkning på skridskor
  - Herrarnas 5000 m: Fred Anton Maier

- Längdskidåkning
  - Herrarnas 15 km: Harald Grønningen
  - Herrarnas 50 km: Ole Ellefsæter
  - Damernas 3 x 5 km stafett: Babben Enger Damon, Inger Aufles & Berit Mørdre Lammedal
  - Herrarnas 4 x 10 km stafett: Odd Martinsen, Pål Tyldum, Harald Grønningen och Ole Ellefsæter

- Skidskytte
  - Herrarnas 20 km: Magnar Solberg

### Silver
- Hastighetsåkning på skridskor
  - Herrarnas 500 m: Magne Thomassen
  - Herrarnas 1500 m: Ivar Eriksen
  - Herrarnas 10 000 m: Fred Anton Maier

- Längdskidåkning
  - Herrarnas 30 km: Pål Tyldum
  - Herrarnas 50 km: Magne Myrmo
  - Herrarnas 4x10 km stafett: Oddvar Brå, Pål Tyldum, Ivar Formo och Johs Harviken

- Skidskytte
  - Herrarnas 4 x 10 km stafett: Ola Wærhaug, Olav Jordet, Magnar Solberg och Jon Istad

### Brons
- Backhoppning
  - Stora backen: Lars Grini

- Längdskidåkning
  - Damernas 10 km: Inger Aufles